# Milovan Zorc
Milovan Zorc, slovenski generalmajor JLA, * 20. avgust 1935, Rakek,  † 8. avgust 2018.

## Življenje in delo
Leta 1958 je v Beogradu končal Vojaško akademijo JLA, 1969 Višjo vojaško akademijo, 1970 Vojno šolo JLA in 1987 Šolo ljudske obrambe, vmes je 1972 na ljubljanski PF diplomiral iz prava. Opravljal je poveljniško-štabne naloge; med drugim je bil 1967 pribočnik komandanta Odreda JLA v silah OZN na Sinaju, 1979–81 predstojnik obramboslovne katedre in od 1986 izredni profesor na ljubljanski FSPN (mdr. je bil diplomski mentor Janeza Janše), v letih 1981–85 načelnik republiškega štaba TO Slovenije in namestnik komandanta TO Slovenije, od 1986–88 komandant divizije ter 1988–91 komandant korpusa v Sarajevu. Leta 1991 je izstopil iz JLA in postal vojaški svetovalec za obrambne zadeve predsednika Republike Slovenije Milana Kučana.